# Discografie van The Gaslight Anthem
| Discografie van The Gaslight Anthem | Discografie van The Gaslight Anthem |
| ----------------------------------- | ----------------------------------- |
| Studioalbums                        | 6                                   |
| Verzamelalbums                      | 4                                   |
| Livealbums                          | 2                                   |
| Splitalbums                         | 1                                   |
| Ep's                                | 5                                   |
| Singles                             | 10                                  |
| Videoclips                          | 12                                  |

De discografie van The Gaslight Anthem, een Amerikaanse rockband die is opgericht in 2005, bestaat uit zes studioalbums, twee livealbums, vier verzamelalbums, een splitalbum, vijf ep's en een tiental singles. De band heeft daarnaast ook een reeks nummers bijgedragen aan diverse compilatiealbums. Ook heeft de band enkele videoclips uitgegeven. De band laste in 2015 een pauze in, een jaar nadat het laatste album van de band, Get Hurt, was uitgegeven door Island Records. De terugkeer werd in 2022 aangekondigd. Op 27 oktober 2023 kwam het zesde album History Books uit.

## Studioalbums
| Studioalbum met eventuele hitnotering(en) in de Nederlandse Album Top 100 | Label                       | Formaat | Datum van verschijnen | Datum van binnenkomst | Hoogste positie | Aantal weken |
| ------------------------------------------------------------------------- | --------------------------- | ------- | --------------------- | --------------------- | --------------- | ------------ |
| Sink or Swim                                                              | XOXO Records                | cd, lp  | 29-05-2007            | -                     | -               | -            |
| The '59 Sound                                                             | SideOneDummy Records        | cd, lp  | 19-08-2008            | -                     | -               | -            |
| American Slang                                                            | SideOneDummy Records        | cd, lp  | 15-06-2010            | 26-06-2010            | 44              | 8            |
| Handwritten                                                               | Mercury Records             | cd, lp  | 23-07-2012            | 28-07-2012            | 3               | 7            |
| Get Hurt                                                                  | Island Records              | cd, lp  | 12-08-2014            | 16-08-2014            | 19              | 3            |
| History Books                                                             | Rich Mahogany/Thirty Tigers | cd, lp  | 27-10-2023            | -                     | -               | -            |

### Met hitnoteringen in de Vlaamse Ultratop 200 Albums
| Studioalbum met hitnotering(en) in de Vlaamse Ultratop 200 Albums | Datum van binnenkomst | Hoogste positie | Aantal weken |
| ----------------------------------------------------------------- | --------------------- | --------------- | ------------ |
| American Slang                                                    | 26-06-2010            | 54              | 5            |
| Handwritten                                                       | 28-07-2012            | 16              | 15           |
| Get Hurt                                                          | 23-08-2014            | 26              | 10           |
| History Books                                                     | 04-11-2023            | 148             | 1            |

## Verzamelalbums
| Titel                         | Jaar | Label                | Formaat |
| ----------------------------- | ---- | -------------------- | ------- |
| Singles Collection: 2008-2011 | 2013 | SideOneDummy Records | boxset  |
| The B-Sides                   | 2014 | SideOneDummy Records | cd      |
| SideOneDummy Collection       | 2014 | SideOneDummy Records | boxset  |
| The ’59 Sound Sessions        | 2018 | SideOneDummy Records | cd, lp  |

## Livealbums
| Titel             | Jaar | Label                | Formaat |
| ----------------- | ---- | -------------------- | ------- |
| Live at Park Ave. | 2009 | SideOneDummy Records | lp      |
| Live in London    | 2014 | Mercury Records      | dvd     |

## Splitalbums
| Titel               | Jaar | Label                | Formaat | Met           |
| ------------------- | ---- | -------------------- | ------- | ------------- |
| Songs for Teenagers | 2011 | SideOneDummy Records | 7-inch  | Fake Problems |

## Ep's
| Titel               | Jaar | Label                       | Formaat             |
| ------------------- | ---- | --------------------------- | ------------------- |
| Señor and the Queen | 2008 | Sabot Productions           | 10-inch, 7-inch, cd |
| Sink or Swim Demos  | 2008 | Devil Dance Records         | 7-inch, cd          |
| iTunes Session      | 2011 | SideOneDummy Records        | muziekdownload      |
| Hold You Up         | 2012 | Mercury Records             | 10-inch             |
| Autumn              | 2023 | Rich Mahogany/Thirty Tigers | digitaal            |

## Singles
| Titel                                            | Jaar | Label                | Formaat    | Album          |
| ------------------------------------------------ | ---- | -------------------- | ---------- | -------------- |
| "The ’59 Sound"                                  | 2008 | SideOneDummy Records | 7-inch, cd | The '59 Sound  |
| "Old White Lincoln"                              | 2008 | SideOneDummy Records | 7-inch, cd | The '59 Sound  |
| "Great Expectations"                             | 2009 | SideOneDummy Records | 7-inch, cd | The '59 Sound  |
| "The ’59 Sound"                                  | 2009 | SideOneDummy Records | 7-inch, cd | The '59 Sound  |
| "American Slang"                                 | 2010 | SideOneDummy Records | cd         | American Slang |
| "Tumbling Dice"                                  | 2010 | SideOneDummy Records | 7-inch     | American Slang |
| "45"                                             | 2012 | Mercury Records      | 7-inch     | Handwritten    |
| "Desire / Halloween"                             | 2013 | Punkrockmusic.com    | 7-inch     | 45 RPM Club    |
| "Anywhere I Lay My Head / This is Where We Part" | 2014 | Punkrockmusic.com    | 7-inch     | 45 RPM Club    |
| "Great Expectations / '59 Sound"                 | 2015 | Punkrockmusic.com    | 7-inch     | 45 RPM Club    |

### Videoclips
| Titel                        | Jaar | Regisseur                   |
| ---------------------------- | ---- | --------------------------- |
| "Drive"                      | 2006 | Kevin Slack                 |
| "I'da Called You Woody, Joe" | 2007 | Kevin Slack                 |
| "The '59 Sound"              | 2008 | Kevin James Custer          |
| "Old White Lincoln"          | 2008 | Kevin Slack, Joe Maziarski  |
| "Great Expectations"         | 2009 | Kevin James Custer          |
| "American Slang"             | 2010 | Kevin James Custer          |
| "Bring It On"                | 2011 | Kevin Slack                 |
| "45"                         | 2012 |                             |
| "Handwritten"                | 2012 | Kevin Slack, Benny Horowitz |
| "Here Comes My Man"          | 2012 | Kevin Slack                 |
| "Get Hurt"                   | 2014 | Emil Nava                   |
| "Rollin' and Tumblin'"       | 2014 | Emil Nava                   |